# Louis Magnus
Louis Magnus, francoski novinar in umetnostni drsalec, * 25. maj 1881, Kingston, Jamajka, † 1. november 1950. 
S svojim nivojem umetnostnega drsanja je zastopal Francijo. Danes ga obravnavamo kot idejnega očeta Mednarodne hokejske zveze, poznane tudi pod kratico IIHF. 
Leta 1889 se je preselil v Francijo. 
V Franciji je tekmoval v umetnostnem drsanju, tako posamično kot v konkurenci športnih parov. Od 1908 do 1911 je bil francoski državni prvak med posamezniki, leta 1912 je osvojil krono še med pari, drsal je z Anito Del Monte. Na mnogih mednarodnih turnirjih je kot francoski sodnik ocenjeval nastope tekmovalcev. 
Leta 1908 je postal prvi predsednik Mednarodne hokejske zveze, na položaju je ostal do leta 1912. Funkcijo predsednika je zopet opravljal leta 1914, a je do konca leta predal mesto drugemu predsedniku, Henriju van den Bulckeju. 
Leta 1997 je bil sprejet v Mednarodni hokejski hram slavnih. 
Francoska hokejska liga, Ligue Magnus, in njen pokal (Coupe Magnus) se imenujeta po njem. 